# 22 april
22 april is de 112de dag van het jaar (113de dag in een schrikkeljaar) in de gregoriaanse kalender. Hierna volgen nog 253 dagen tot het einde van het jaar.

## Gebeurtenissen
- Algemeen
  - 1905 - Oprichting Vereniging tot behoud van Natuurmonumenten in Amsterdam. Het initiatief daartoe werd genomen door Jac. P. Thijsse.
  - 1909 - Scheepsramp op de Zuiderzee nabij Lemmer, 7 doden.
  - 1992 - 206 mensen verliezen het leven bij twee explosies in Guadalajara, Mexico.
  - 1997 - In Lima (Peru) wordt met geweld een einde gemaakt aan een gijzeling van 126 dagen in de residentie van de Japanse ambassadeur.

- Kunst en cultuur
  - 2004 - Kees van Kooten ontvangt de Gouden Ganzenveer wegens zijn betekenis voor het geschreven woord.
  - 2005 - Arjen Duinker wint de VSB Poëzieprijs 2005 voor zijn bundel De zon en de wereld.

- Muziek
  - 1978 - Het One Love Peace Concert in Kingston (Jamaica).
  - 1978 - Het Eurovisiesongfestival vindt plaats in Parijs. Izhar Cohen & The Alphabeta winnen voor Israël. België eindigt tweede.[1]
  - 2016 - Roemenië mag dit jaar niet meedoen aan het Eurovisiesongfestival door schulden van omroep TVR aan de EBU.

- Oorlog
  - 1676 - Onder de rook van de Etna bij Agosta raken de Franse vloot, onder Abraham Duquesne en de Nederlands-Spaanse vloot, onder Michiel de Ruyter slaags. Tijdens de slag raakt Michiel de Ruyter dodelijk gewond.
  - 1915 - Tijdens de Eerste Wereldoorlog maken Duitse troepen bij Ieper (België) voor het eerst gebruik van gifgas in de Ieperboog.

- Politiek
  - 238 - Crisis van de 3e eeuw: De Romeinse Senaat verklaart Maximinus I Thrax tot staatsvijand, ze benoemt in een spoedzitting Pupienus en Balbinus tot keizers van Rome.
  - 1500 - Portugal eist Brazilië op als kolonie.
  - 1509 - Hendrik VIII bestijgt de troon van Engeland na de dood van zijn vader.
  - 1529 - Verdrag van Zaragoza waarbij het westelijk halfrond wordt verdeeld tussen Spanje en Portugal.
  - 1864 - Het Amerikaans Congres bepaalt bij wet dat op alle in de Verenigde Staten geslagen munten de inscriptie In God We Trust moet staan.
  - 1889 - De Amerikaanse president Benjamin Harrison stelt Oklahoma open voor vestiging door kolonisten.
  - 1930 - Het Verenigd Koninkrijk, Japan en de Verenigde Staten tekenen in Londen een verdrag waarin de onderzeebootoorlog en de bouw van marineschepen worden gereguleerd.
  - 1952 - Het VVD-Kamerlid Wendelaar stelt in de Eerste Kamer vragen over het gedicht Oote oote oote Boe van Jan Hanlo.
  - 1961 - In Algiers mislukt een staatsgreep van Franse militairen tegen president De Gaulle.
  - 1988 - Vier gendarmes worden gedood in het Franse overzeese gebiedsdeel Nieuw-Caledonië, nadat ze in een hinderlaag zijn gelopen van separatistische Kanaken op het noordelijke eiland Ouvea.
  - 1990 - De Joegoslavische deelrepubliek Kroatië houdt verkiezingen waarbij de centrumrechtse Democratische Unie van Kroatië de communisten een verpletterende nederlaag toebrengt. Franjo Tudjman, de leider van de unie, wordt tot president van de republiek verkozen.
  - 2000 - Agenten van de federale overheid halen Elián González uit het huis van zijn verwanten in Miami (Florida) en brengen hem naar zijn Cubaanse vader in Washington D.C..
  - 2024 - Het Britse parlement debatteert en stemt over een omstreden Rwanda-wet die er op neerkomt dat illegale immigranten kunnen worden uitgezet naar het door deze wet tot veilig land verklaarde Rwanda. Na een langdurige sessie wordt de wet uiteindelijk aangenomen.[2][3]

- Recreatie
  - 1998 - Het vierde attractiepark genaamde Disney's Animal Kingdom wordt binnen het Walt Disney World Resort geopend.
  - 2000 - Six Flags Holland opent zijn deuren met vier nieuwe achtbanen.

- Sport
  - 1989 - Eric Van Lancker wint de 24ste editie van Nederlands enige wielerklassieker, de Amstel Gold Race.
  - 1998 - Het Nederlandse jacht BrunelSunergy wint de 7e etappe van Fort Lauderdale naar Baltimore in de Whitbread Round The World Race, de voorganger van de Volvo Ocean Race.
  - 1995 - Mauro Gianetti wint de 30e editie van de Amstel Gold Race.
  - 2000 - Erik Zabel wint de 35ste editie van de Amstel Gold Race.
  - 2007 - Stefan Schumacher wint de 42ste editie van de Amstel Gold Race.
  - 2007 - Door winst van Ajax en AZ en gelijkspel van PSV hebben de drie clubs nu elk 72 punten, met nog één speelronde te gaan. Nooit eerder deed een dergelijke situatie zich voor.
  - 2012 - Arsenal-voetballer Robin van Persie wordt door zijn collega's in de Engelse Premier League uitgeroepen tot PFA Players' Player of the Year.
  - 2018 - Feyenoord wint voor de 13e maal de KNVB beker door in de finale AZ te verslaan. Het is de 100e KNVB Beker, daarom is die deze keer van goud.

- Wetenschap en technologie
  - 1943 - Albert Hofmann schrijft zijn eerste rapport over de hallucinogene eigenschappen van lsd.
  - 1993 - De eerste browser voor het World Wide Web komt uit: Mosaic versie 1.0.
  - 2023 - Lancering van de Polar Satellite Launch Vehicle (PSLV) raket van Indian Space Research Organisation (ISRO) vanaf Satish Dhawan Space Centre voor de TeLEOS-2 & Others missie met de TeLEOS-2 aardobservatiesatelliet en LUMELITE-4 een communicatiesatelliet die van Singapore zijn.[4][5]

## Geboren

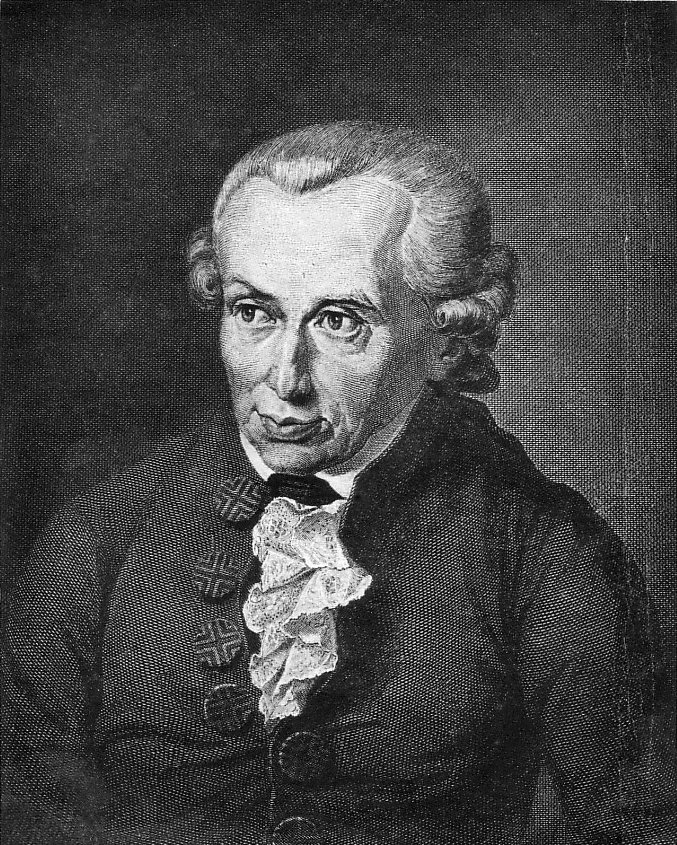
Immanuel Kant
geboren in 1724

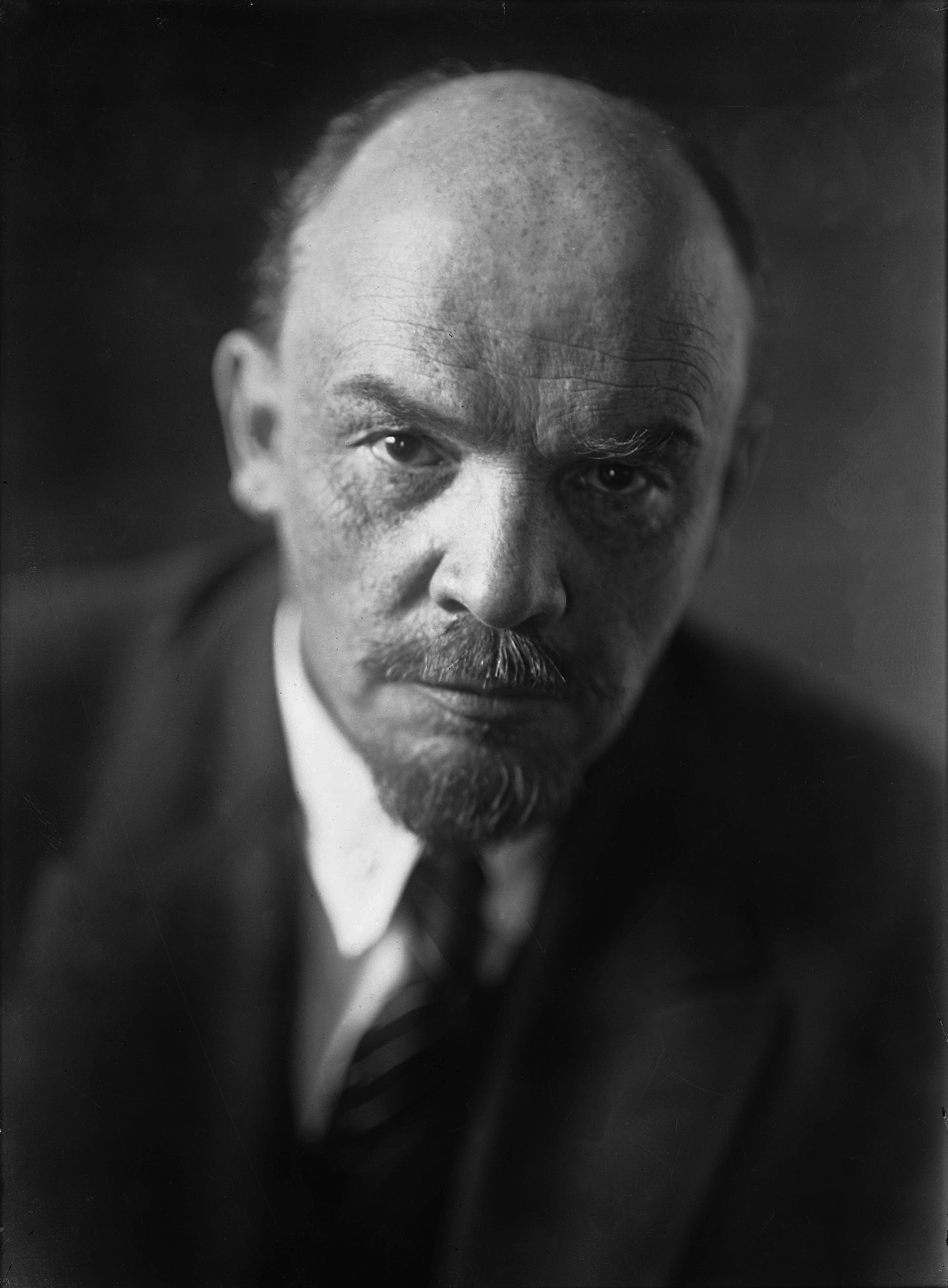
Vladimir Lenin
geboren in 1870

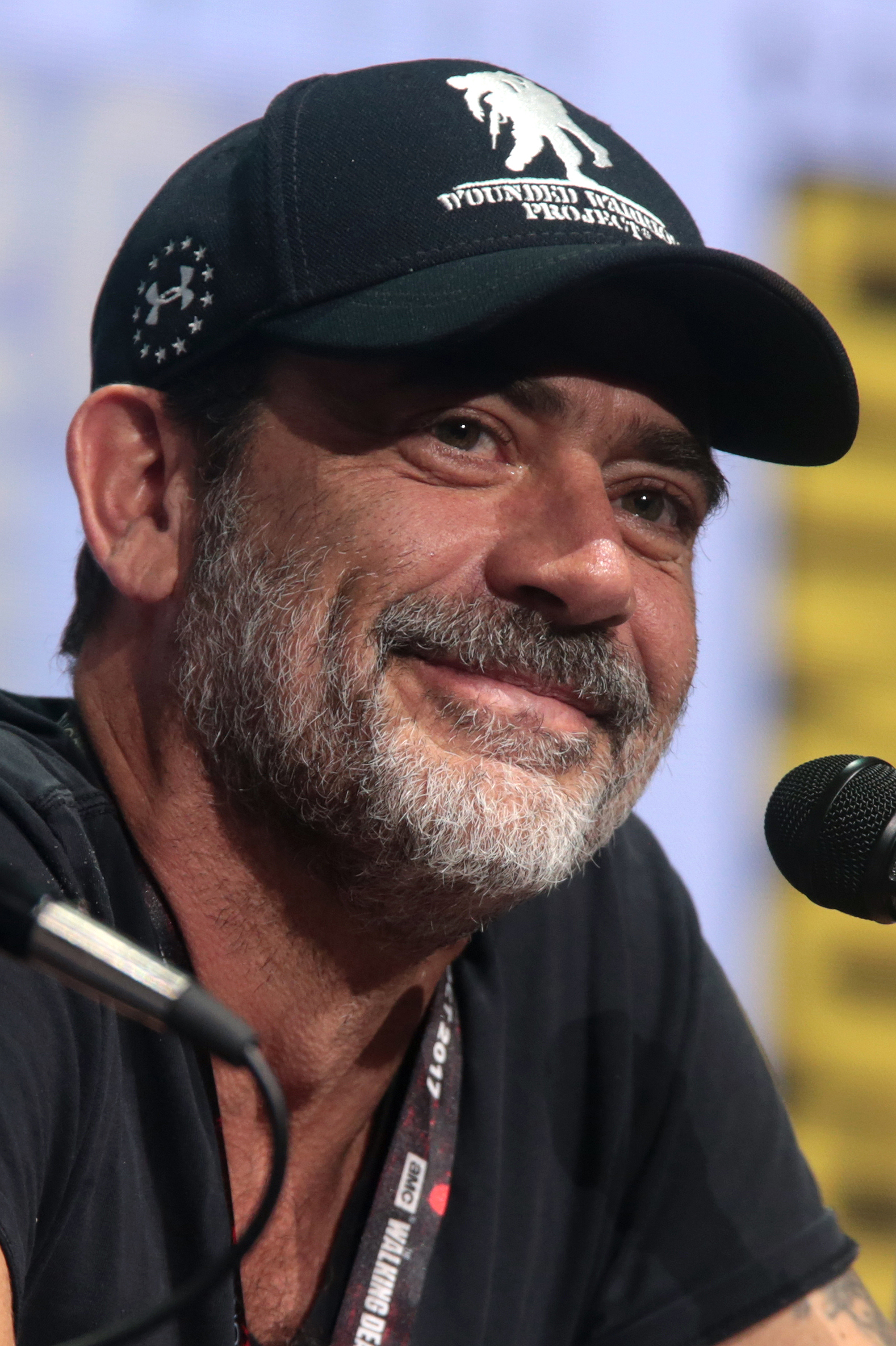
Jeffrey Dean Morgan
geboren in 1966

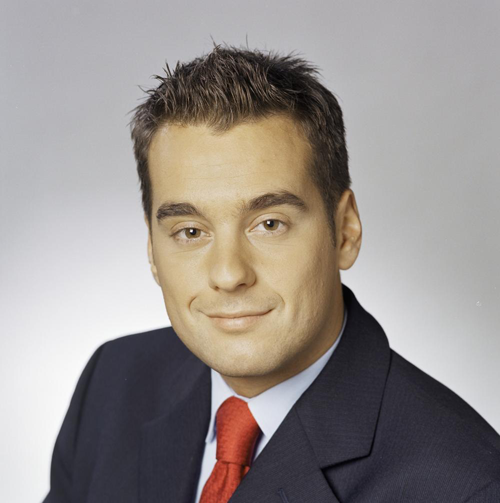
Rik van de Westelaken
geboren in 1971

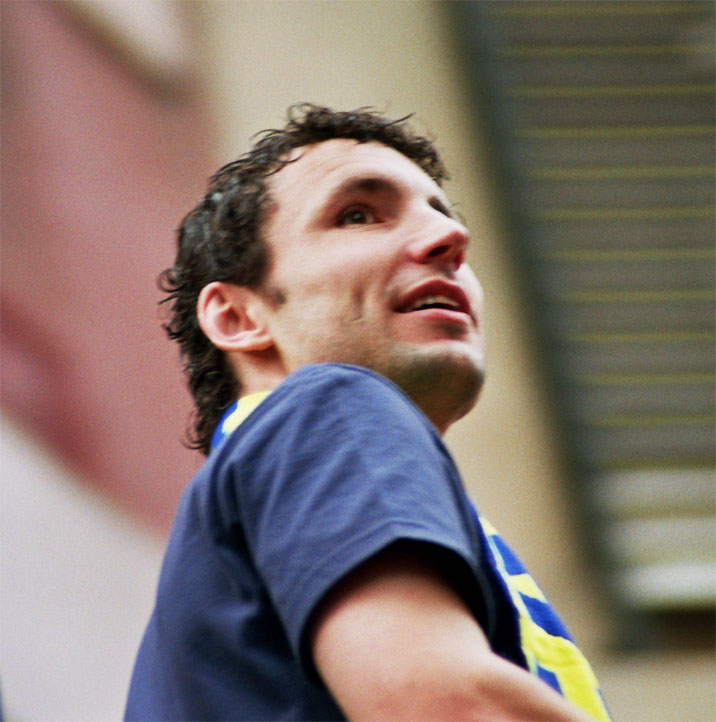
Mark van Bommel
geboren in 1977

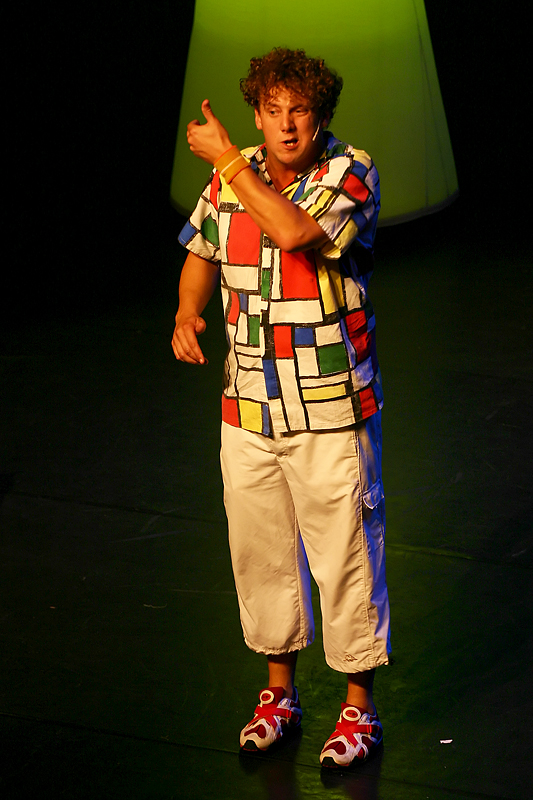
Jochem Myjer
geboren in 1977

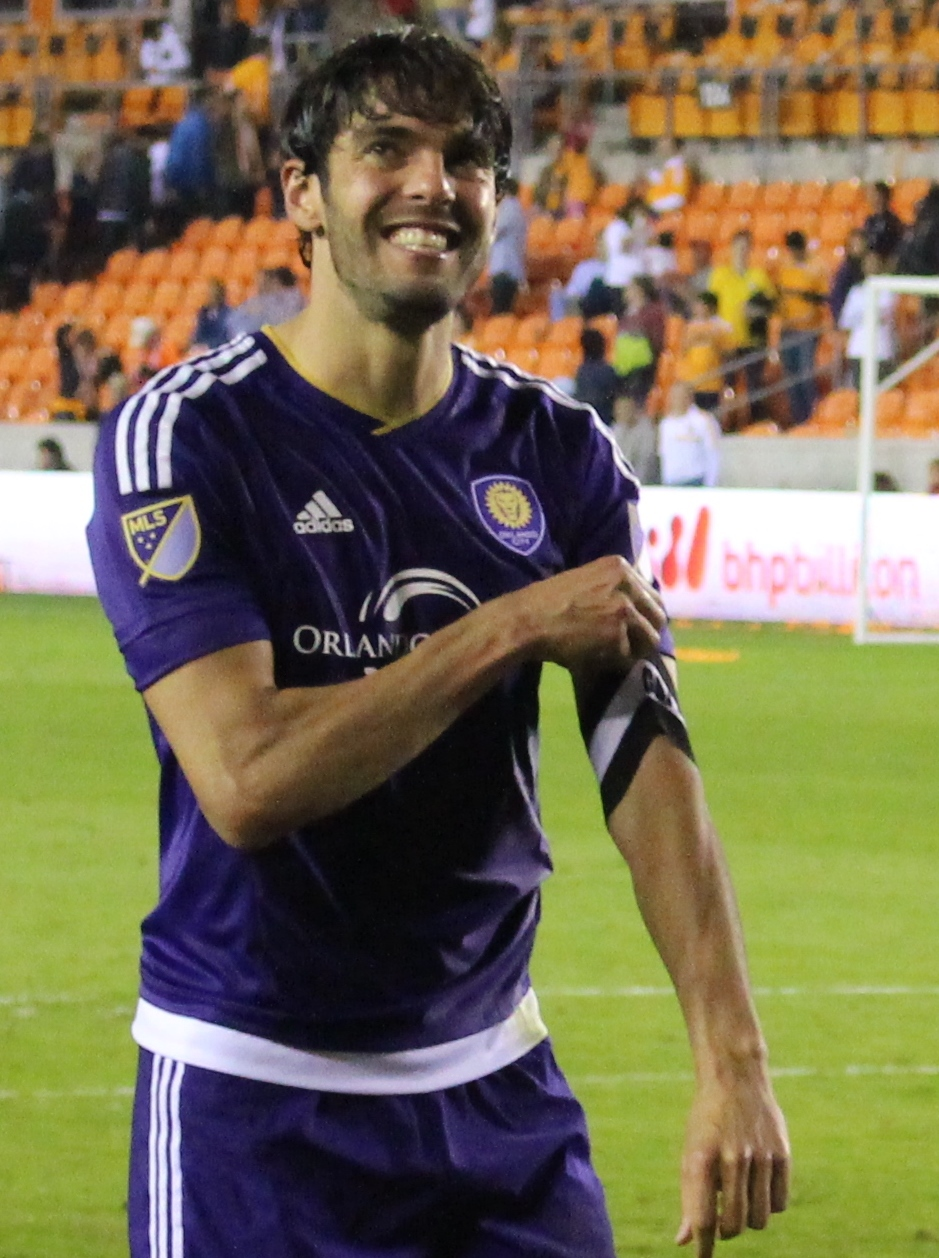
Kaká
geboren in 1982

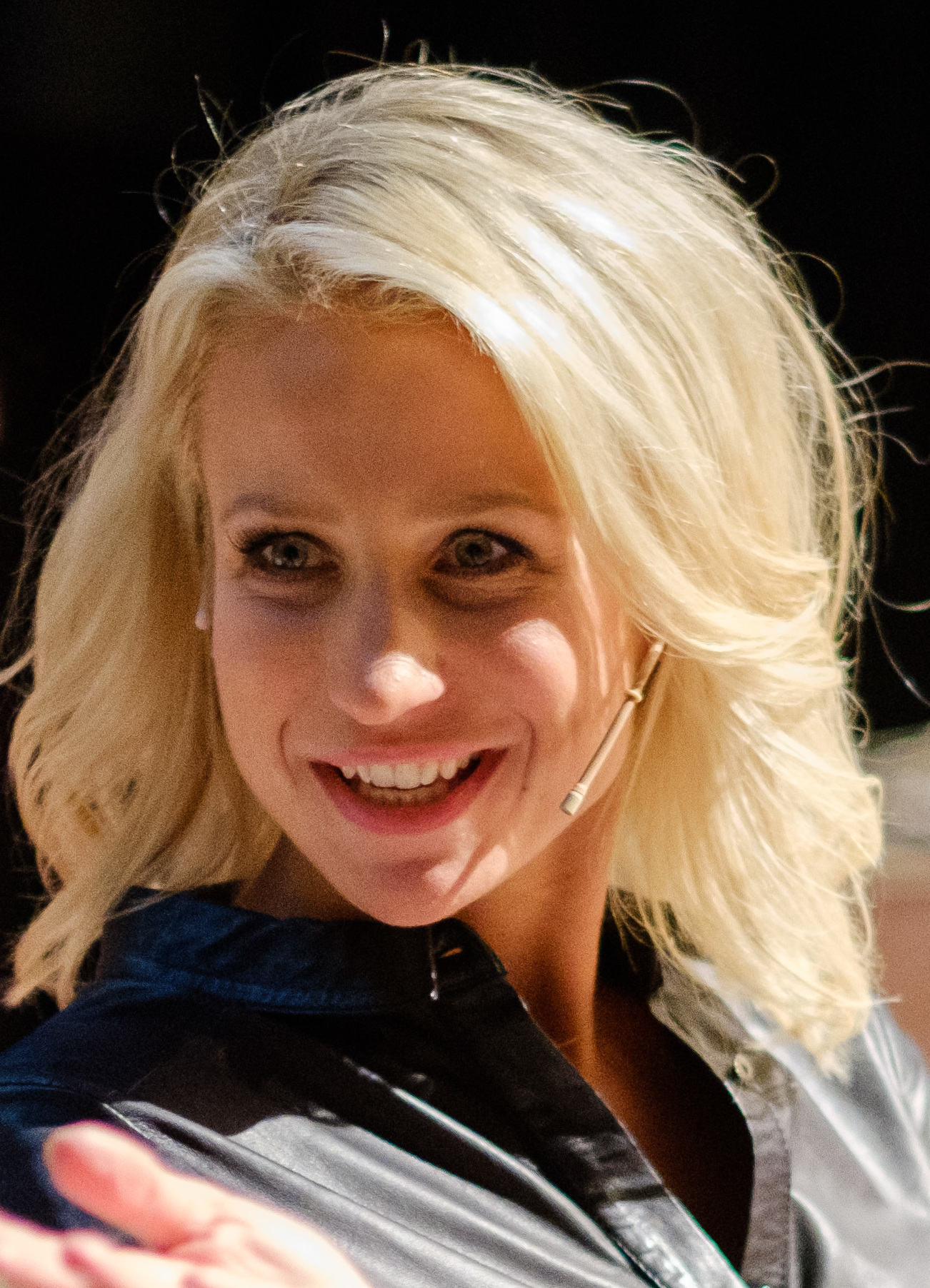
Dionne Stax
geboren in 1985

- 1451 - Isabella I van Castilië, Spaans vorstin (overleden 1504)
- 1518 - Anton van Bourbon, Frans vorst (overleden 1562)
- 1601 - Karel Filips van Zweden, Zweeds vorst (overleden 1622)
- 1610 - Pietro Ottoboni, Paus Alexander VIII (overleden 1691)
- 1673 - Maria Moninckx, Nederlands schilderes en botanisch illustratrice (overleden 1757)
- 1707 - Henry Fielding, Engels schrijver (overleden 1754)
- 1711 - Paul II Anton Esterházy, Oostenrijks-Hongaars veldmaarschalk (overleden 1762)
- 1724 - Immanuel Kant, Duits filosoof (overleden 1804)
- 1766 - Madame de Staël, Frans schrijfster (overleden 1817)
- 1811 - Israël Kiek, Nederlands fotograaf (overleden 1899)
- 1854 - Henri La Fontaine, Belgisch jurist (overleden 1943)
- 1866 - Hans von Seeckt, Duits generaal (overleden 1936)
- 1870 - Vladimir Iljitsj Oeljanov (Lenin), oprichter communistische partij Rusland (overleden 1924)
- 1887 - Harald Bohr, Deens wiskundige (overleden 1951)
- 1888 - Carlo Agostini, Italiaans patriarch van Venetië (overleden 1952)
- 1894 - Bror Hjorth, Zweeds schilder en beeldhouwer (overleden 1968)
- 1899 - Paul Brochart, Belgisch atleet (overleden 1971)
- 1899 - Vladimir Nabokov, Russisch-Amerikaans schrijver (overleden 1977)
- 1901 - Max Lobato, Surinaams politicus (overleden 1988)
- 1903 - Karl Eberhard Schöngarth, Duits bevelhebber van de SS (overleden 1946)
- 1904 - Robert Oppenheimer, Amerikaans natuurkundige (overleden 1967)
- 1905 - Suzanne Thienpont, Belgisch kunstschilderes (overleden 2003)
- 1906 - Eddie Albert, Amerikaans acteur (overleden 2005)
- 1906 - Gustaaf Adolf, erfprins van Zweden (overleden 1947)
- 1906 - Snorri Hjartarson, IJslands dichter (overleden 1986)
- 1909 - Rita Levi-Montalcini, Italiaans neurologe en Nobelprijswinnares (overleden 2012)
- 1912 - Kathleen Ferrier, Engels altzangeres (overleden 1953)
- 1914 - Jan de Hartog, Nederlands schrijver (overleden 2002)
- 1916 - Yehudi Menuhin, Amerikaans violist (overleden 1999)
- 1916 - Ruth Schmidt, Amerikaans geologe (overleden 2014)
- 1921 - Truus van Lier, Nederlands verzetsstrijdster tijdens WO II (overleden 1943)
- 1922 - Charles Mingus, Amerikaans musicus (overleden 1979)
- 1923 - Paula Fox, Amerikaans schrijfster (overleden 2017)
- 1923 - Bettie Page, Amerikaans fotomodel (overleden 2008)
- 1923 - Aaron Spelling, Amerikaans film- en televisieproducent en scriptschrijver (overleden 2006)
- 1924 - Thorbjørn Svenssen, Noors voetballer (overleden 2011)
- 1925 - George Cole, Brits acteur (overleden 2015)
- 1926 - Klaas Bakker, Nederlands voetballer (overleden 2016)
- 1926 - Charlotte Rae, Amerikaans actrice (overleden 2018)
- 1927 - André Saheblal, Surinaams topambtenaar en jurist (overleden 2023)
- 1928 - Estelle Harris, Amerikaans (stem)actrice (overleden 2022)
- 1929 - Michael Atiyah, Brits wiskundige (overleden 2019)
- 1931 - Bruce Dickson, Canadees ijshockeyer (overleden 2023)
- 1931 - Wouter Gortzak, Nederlands journalist en politicus (overleden 2014)
- 1931 - Siem Vroom, Nederlands acteur (overleden 1985)
- 1932 - Michael Colgrass, Canadees componist, muziekpedagoog en slagwerker (overleden 2019)
- 1932 - Anthony Soter Fernandez, Maleisisch kardinaal (overleden 2020)
- 1935 - Mieke Eggermont-de Mast, Nederlands politicus (overleden 2021)
- 1935 - Jerry Fodor, Amerikaans filosoof en cognitief wetenschapper (overleden 2017)
- 1936 - Glen Campbell, Amerikaans countryzanger (overleden 2017)
- 1937 - Jack Nicholson, Amerikaans acteur
- 1938 - Henk Groot, Nederlands voetballer (overleden 2022)
- 1938 - Issey Miyake, Japans modeontwerper (overleden 2022)
- 1939 - Simon Napier-Bell, Engels impresario, muziekproducent, liedjesschrijver en journalist
- 1939 - Joeri Sjarov, Russisch schermer (overleden 2021)
- 1939 - Theo Waigel, Duits politicus
- 1943 - Cas Enklaar, Nederlands acteur (overleden 2022)
- 1943 - Louise Glück, Amerikaans dichteres en Nobelprijswinnares (overleden 2023)
- 1944 - Steve Fossett, Amerikaans ballonvaarder en miljonair (overleden verklaard 2008)
- 1946 - Wilfried David, Belgisch wielrenner (overleden 2015)
- 1946 - Midas Dekkers, Nederlands bioloog en columnist
- 1947 - Michiel Kerbosch, Nederlands acteur
- 1948 - Jacob Gelt Dekker, Nederlands zakenman en filantroop (overleden 2019)
- 1949 - Spencer Haywood, Amerikaans basketballer
- 1950 - Peter Frampton, Brits gitarist en zanger
- 1952 - Cees Bergman, Nederlands zanger en producer (overleden 2017)
- 1952 - Marilyn Chambers, Amerikaans pornoactrice (overleden 2009)
- 1953 - Yves de Jonghe d'Ardoye d'Erp, Belgisch burgemeester
- 1955 - Noël Dejonckheere, Belgisch wielrenner (overleden 2022)
- 1955 - Noreen Evans, Amerikaans politica
- 1956 - Hubert Smeets, Nederlands journalist en publicist
- 1957 - Luc De Schepper, Belgisch natuurkundige en hoogleraar (overleden 2022)
- 1957 - Donald Tusk, Pools (EU-)politicus
- 1958 - Jorge Aravena, Chileens voetballer en voetbalcoach
- 1958 - Wout Holverda, Nederlands voetballer (overleden 2021)
- 1958 - Cor Lambregts, Nederlands atleet
- 1959 - Francis Castaing, Frans wielrenner
- 1959 - Ryan Stiles, Amerikaans komiek en acteur
- 1962 - Laura van Geest, Nederlands econome en bestuurder (o.a. AFM)
- 1963 - Sean Lock, Engels komiek en schrijver (overleden 2021)
- 1964 - Lucía, Spaans zangeres
- 1965 - David Vincent, Amerikaans deathmetal zanger-bassist
- 1966 - Henrik Djernis, Deens mountainbiker en veldrijder
- 1966 - Yukihiro Mitani, Japans schaatser
- 1966 - Jörgen Persson, Zweeds tafeltennisser
- 1966 - Alain Wyffels, Belgisch politicus
- 1966 - Jeffrey Dean Morgan, Amerikaans acteur
- 1967 - Sheryl Lee, Amerikaans actrice
- 1967 - Cécile Nowak, Frans judoka
- 1967 - Félix Savón, Cubaans bokser
- 1968 - Ivailo Yordanov, Bulgaars voetballer
- 1969 - Dion Dublin, Engels voetballer
- 1969 - Alex Lopes de Nasciment, Braziliaans voetballer
- 1969 - Mariko Peters, Nederlands politicus
- 1970 - Marinko Galič, Sloveens voetballer
- 1971 - Rik van de Westelaken, Nederlands verslaggever en nieuwslezer
- 1972 - Sabine Appelmans, Belgisch tennisster
- 1973 - Martina Halinárová, Slowaaks biatlete
- 1974 - Darren Moore, Engels-Jamaïcaans voetballer en voetbalcoach
- 1974 - Shavarsh (Shavo) Odadjian, Armeens-Amerikaans metalbassist
- 1975 - Pavel Horváth, Tsjechisch voetballer
- 1975 - Greg Moore, Canadees autocoureur (overleden 1999)
- 1975 - Carlos Sastre, Spaans wielrenner
- 1976 - Michał Żewłakow, Pools voetballer
- 1977 - Mark van Bommel, Nederlands voetballer
- 1977 - Pavel Churavý, Tsjechisch Noordse combinatieskiër
- 1977 - Robert Hunter, Zuid-Afrikaans wielrenner
- 1977 - Anthony Lurling, Nederlands voetballer
- 1977 - Jochem Myjer, Nederlands cabaretier
- 1977 - Gustavo Nery, Braziliaans voetballer
- 1979 - Scott Davis, Australisch wielrenner
- 1979 - Zoltán Gera, Hongaars voetballer
- 1979 - Bas van 't Wout, Nederlands politicus
- 1980 - Ján Kozák, Slowaaks voetballer
- 1980 - Harry van der Molen, Nederlands politicus
- 1981 - Thijs Houwing, Nederlands voetballer
- 1982 - Kaká, Braziliaans voetballer
- 1982 - Patrick Lindsey, Amerikaans ondernemer en autocoureur
- 1983 - Jos Hooiveld, Nederlands voetballer
- 1983 - Henri Schoeman, Nederlands judoka
- 1983 - Cornelis Sibe, Surinaams atleet
- 1983 - Daniel Sjölund, Fins voetballer
- 1983 - Haike van Stralen, Nederlands zwemster
- 1984 - Steven Jeppesen, Zweeds golfer
- 1984 - Sanne Langelaar, Nederlands actrice
- 1985 - Noortje Herlaar, Nederlands actrice en zangeres
- 1985 - Camille Lacourt, Frans zwemmer
- 1985 - Lenka Masná, Tsjechisch atlete
- 1985 - Dionne Stax, Nederlands presentatrice
- 1986 - Viktor Fajzoelin, Russisch voetballer
- 1986 - Amber Heard, Amerikaans actrice
- 1986 - Vladimir Sjerstjuk, Kazachs schaatser
- 1987 - Chas Guldemond, Amerikaans snowboarder
- 1987 - David Luiz, Braziliaans voetballer
- 1988 - Alexander Vasjoenov, Russisch ijshockeyer (overleden 2011)
- 1989 - Jasper Cillessen, Nederlands voetbalkeeper
- 1989 - James McClean, Iers voetballer
- 1989 - Naoya Tomita, Japans zwemmer
- 1990 - Lieke Verouden, Nederlands zwemster
- 1991 - Samir Fazli, Macedonisch voetballer
- 1992 - English Gardner, Amerikaans atlete
- 1992 - Terence Tchiknavorian, Frans freestyleskiester
- 1993 - Boglárka Kapás, Hongaars zwemster
- 1993 - Bastiaan Rosman, Nederlands presentator
- 1994 - Jordan Wilimovsky, Amerikaans zwemmer
- 1996 - Elsie Bay, Noors zangeres
- 1996 - Romy Pansters, Nederlands paralympisch zwemster
- 1996 - Adrian Pertl, Oostenrijks alpineskiër
- 1997 - Louis Delétraz, Zwitsers autocoureur
- 1997 - Jill Roord, Nederlands voetbalster
- 1999 - Charlotte Voll, Duits voetbalster
- 2000 - Dilay Willemstein, Nederlands model
- 2001 - Jana Van Lent, Belgisch atlete
- 2000 - Sayfallah Ltaief, Tunesisch-Zwitsers voetballer
- 2003 - Charlotte Hulst, Nederlands voetbalster
- 2004 - Melissa Peperkamp, Nederlands snowboardster
- 2005 - Elize van Vilsteren, Nederlands voetbalster
- 2006 - Jan Faberski, Pools voetballer
- 2007 - Mustafa Hekimoğlu, Turks voetballer
- 2011 - Violet McGraw, Amerikaans actrice

## Overleden
- 296 - Paus Cajus
- 536 - Paus Agapitus I

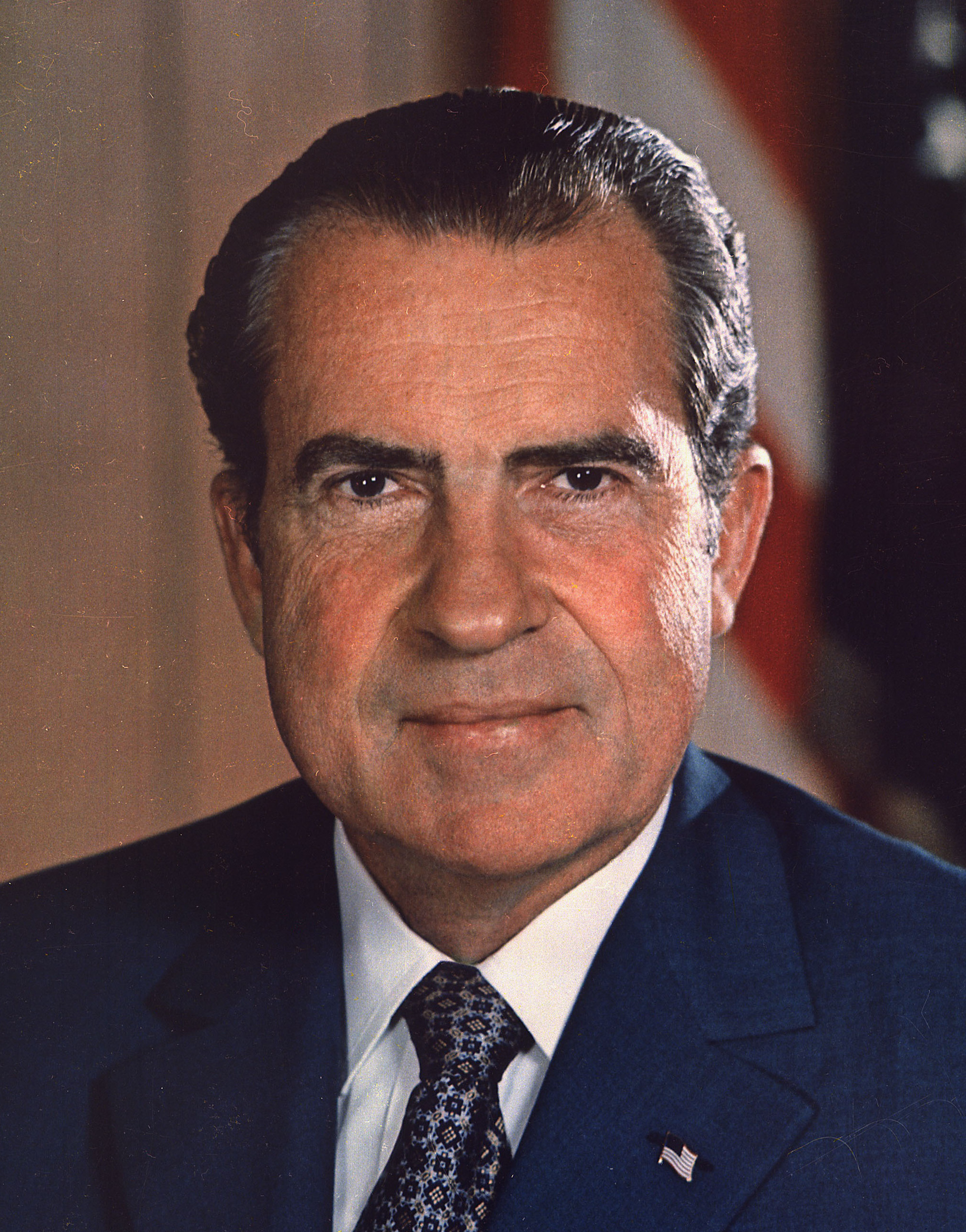
Richard Nixon
overleden in 1994

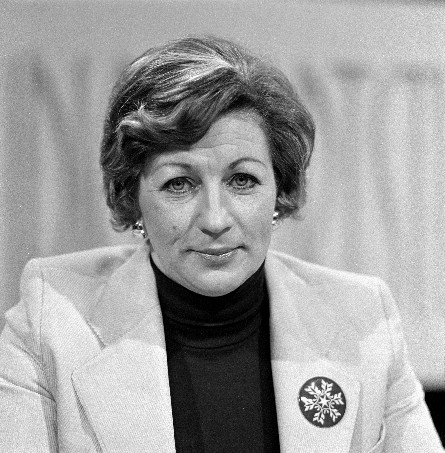
Marga van Arnhem
overleden in 1997

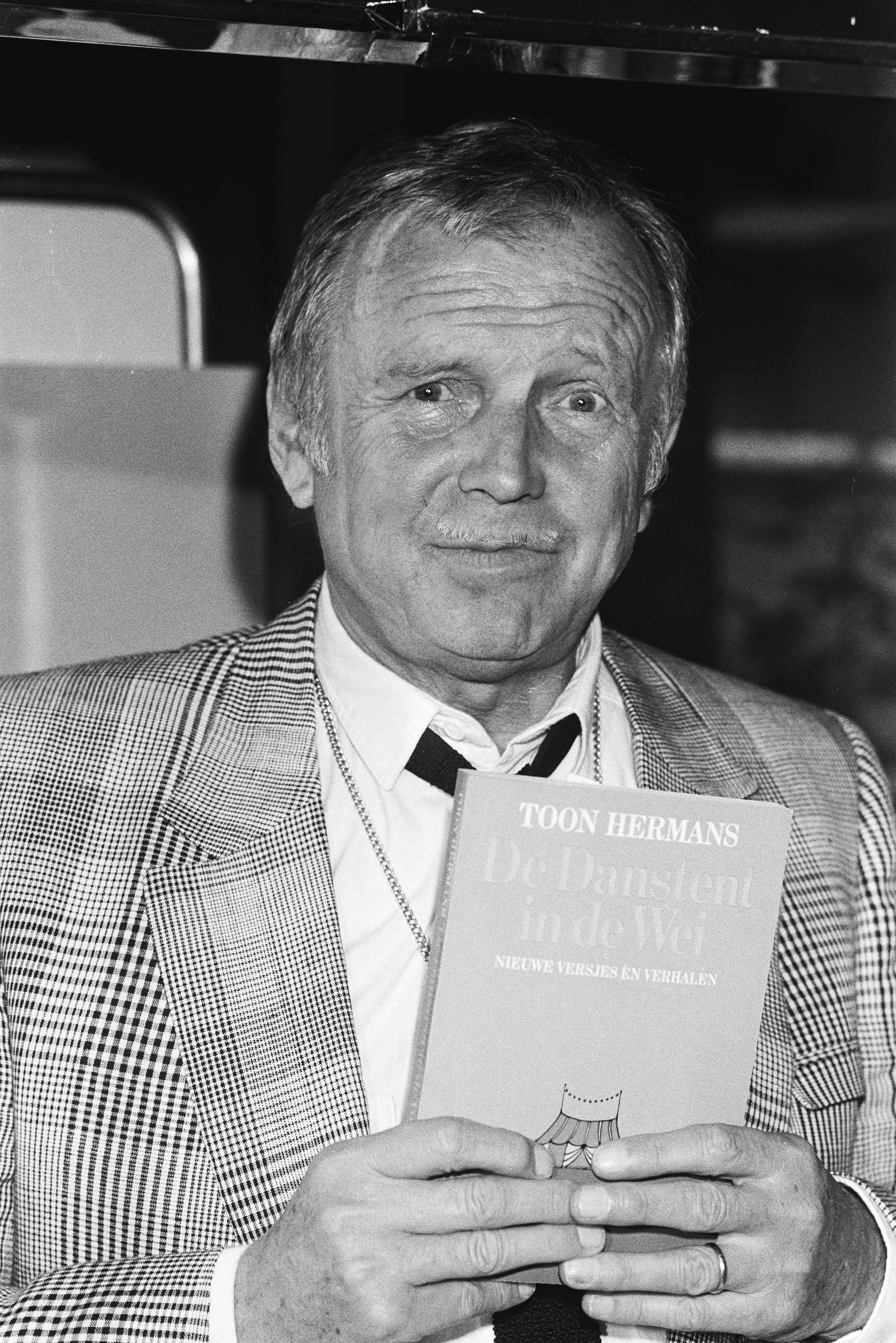
Toon Hermans
overleden in 2000

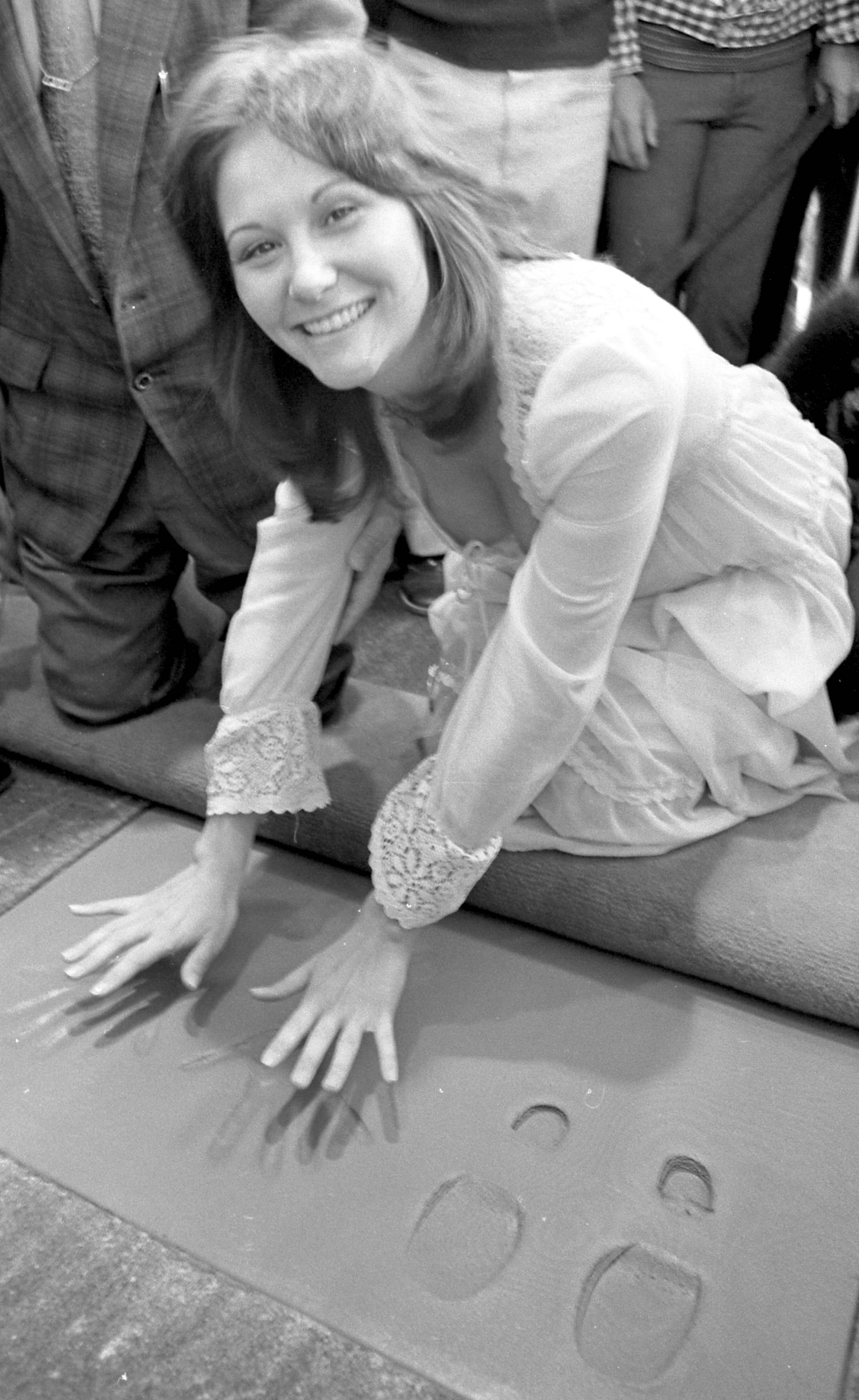
Linda Lovelace
overleden in 2002

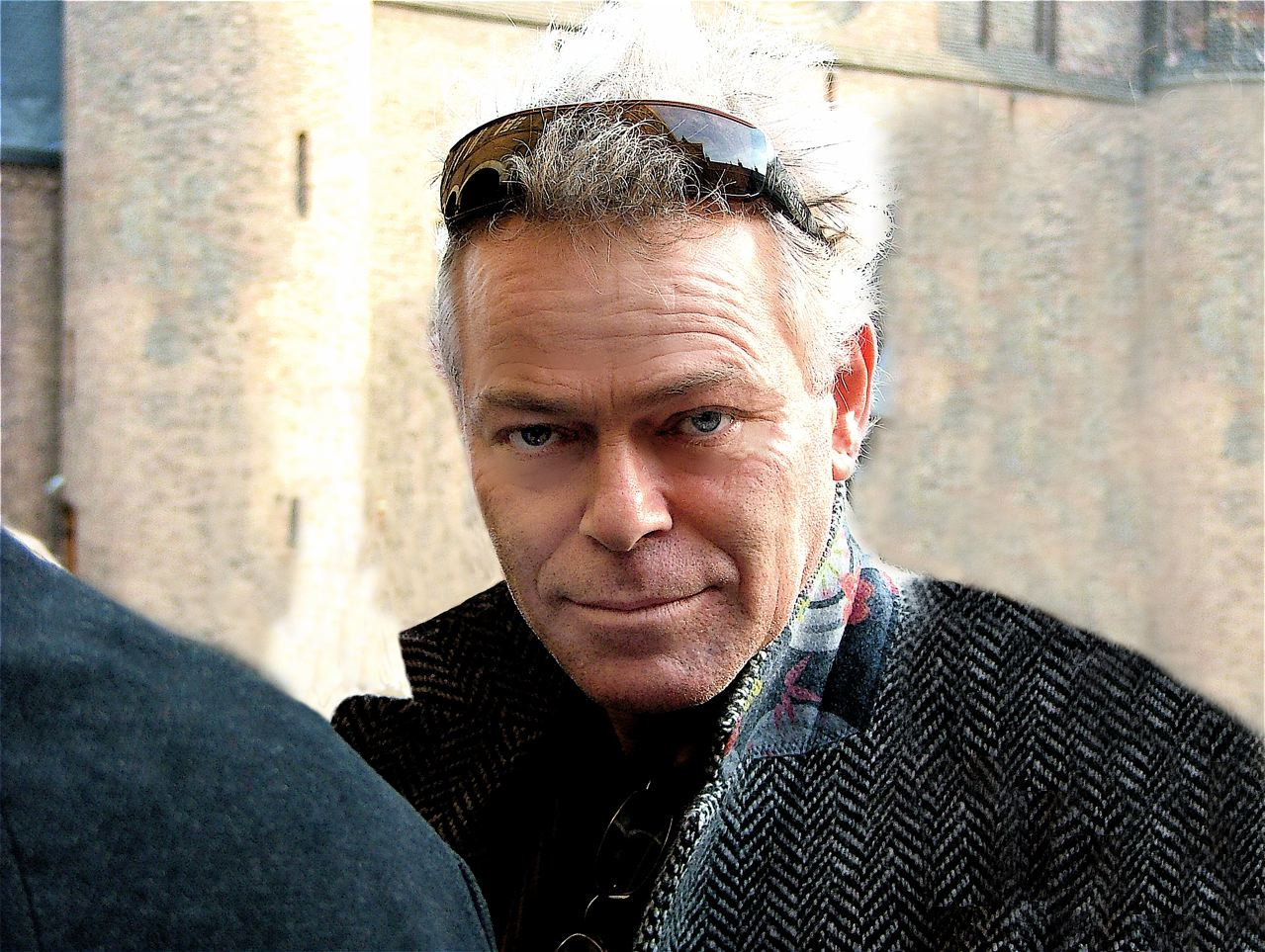
Martin Bril
overleden in 2009

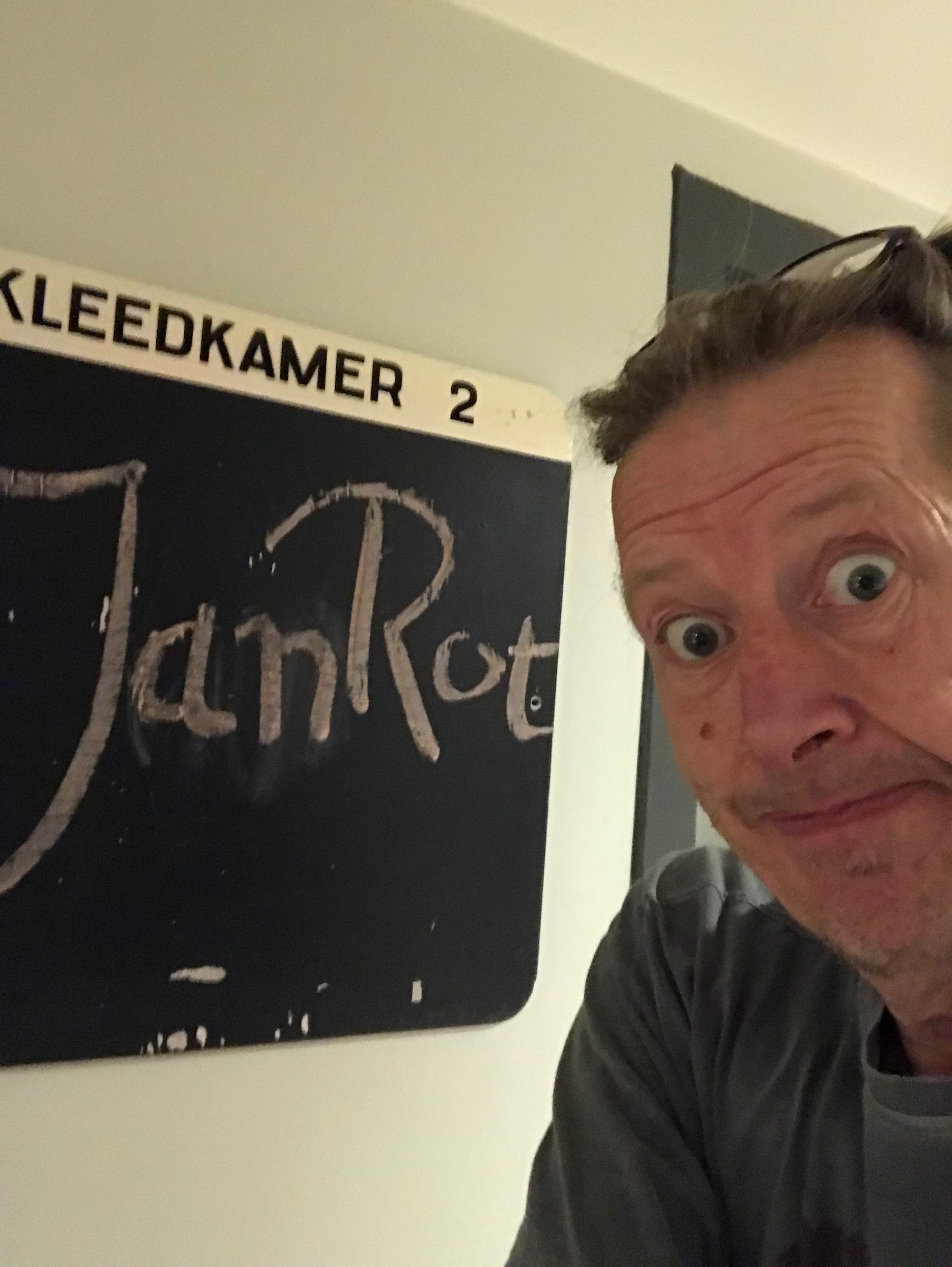
Jan Rot
overleden in 2022

- 846 - Wu Zong (31), Chinees keizer
- 1781 - Josef Ferdinand Norbert Seger (65), Boheems componist
- 1833 - Richard Trevithick (62), Engels uitvinder van de stoomlocomotief
- 1861 - Salomon Jacob Spanjaard (77), eigenaar textielfabriek Borne
- 1865 - Sir James Stirling (74), eerste gouverneur van West-Australië
- 1930 - Jeppe Aakjær (63), Deens schrijver
- 1933 - Sándor Ferenczi (59), Hongaars psychiater en psychoanalyticus
- 1933 - Frederick Henry Royce (70), medeoprichter van Rolls-Royce
- 1945 - Käthe Kollwitz (77), Duits graficus en beeldhouwster
- 1953 - Top Naeff (75), Nederlands schrijfster
- 1956 - Walt Faulkner (36), Amerikaans autocoureur
- 1969 - Ro van Oven (83), Nederlands feministe, schrijfster, vertaalster, kunsthistorica en journaliste
- 1971 - Anna van Montenegro (96), Montenegrijns prinses
- 1973 - Juan Nepomuceno (81), Filipijns politicus en ondernemer
- 1973 - Emil Rameis (72), Oostenrijks componist, dirigent en fluitist
- 1974 - Tjalie Robinson (63), Nederlands journalist en schrijver
- 1975 - Willy Böckl (82), Oostenrijks kunstschaatser
- 1978 - Will Geer (76), Amerikaans acteur
- 1983 - Gösta Holmér (91), Zweeds atleet
- 1984 - Ansel Adams (82), Amerikaans fotograaf
- 1986 - Mircea Eliade (79), Roemeens-Amerikaans godsdiensthistoricus en schrijver
- 1989 - Emilio Segrè (84), Italiaans-Amerikaans natuurkundige en Nobelprijswinnaar
- 1991 - Mikheil Meskhi (54), Georgisch voetballer
- 1991 - Sylvio Pirillo (74), Braziliaans voetballer
- 1993 - Bertus Aafjes (78), Nederlands schrijver en dichter
- 1994 - Richard Nixon (81), 37ste president van de Verenigde Staten
- 1994 - Cornelis Smits (95), Nederlands politicus
- 1997 - Marga van Arnhem (56), Nederlands radio- en televisiepresentatrice
- 1997 - Edgar Wijngaarde (85), Surinaams ondernemer en politicus
- 1998 - Edward Brongersma (86), Nederlands politicus en rechtsgeleerde
- 1998 - Egill Jacobsen (84), Deens kunstschilder
- 2000 - Toon Hermans (83), Nederlands artiest
- 2000 - Hélène Nolthenius (80), Nederlands schrijfster, musicologe en cultuurhistorica
- 2000 - Margaret Singana (62), Zuid-Afrikaans zangeres
- 2001 - Hildegard Brom-Fischer (92), Duits-Nederlands textielkunstenaar
- 2001 - Ike Cole (73), Amerikaans jazzpianist
- 2001 - Ludvig Nielsen (95), Noors componist en dirigent
- 2001 - Robert Starer (77), Oostenrijks-Amerikaans componist
- 2002 - Linda Lovelace (53), Amerikaans pornoactrice en feministe
- 2003 - Joerij Vojnov (71), Sovjet-Oekraïens voetballer en trainer
- 2006 - Tip Marugg (82), Antilliaans schrijver en dichter
- 2006 - Alida Valli (84), Italiaans actrice
- 2006 - Martín Zapata (35), Colombiaans voetballer
- 2007 - Rommy (57), Fries volkszanger
- 2008 - Dora Ratjen (89), Duits atleet
- 2009 - Ken Annakin (94), Engels filmregisseur
- 2009 - Martin Bril (49), Nederlands columnist, schrijver en dichter
- 2010 - Emilio Álvarez (71), Uruguayaans voetballer
- 2010 - Vic Nurenberg (79), Luxemburgs voetballer
- 2010 - Piet Steenbergen (81), Nederlands voetballer
- 2011 - Wiel Coerver (86), Nederlands voetballer en voetbaltrainer
- 2013 - Vivi Bach (73), Deens zangeres en actrice
- 2013 - Richie Havens (72), Amerikaans zanger en gitarist
- 2014 - Clemens van der Ven (72), Nederlands antiquair
- 2015 - Régis Ghesquière (65), Belgisch atleet
- 2016 - Janus Wagener (93), Nederlands voetballer
- 2017 - Hubert Dreyfus (87), Amerikaans filosoof en hoogleraar
- 2017 - Attilio Nicora (80), Italiaans kardinaal
- 2017 - Mustapha Oukbih (53), Nederlands-Marokkaans journalist
- 2017 - Michele Scarponi (37), Italiaans wielrenner
- 2018 - Charlie Rice (98), Amerikaans jazzdrummer
- 2019 - Heather Harper (88), Brits sopraanzangeres
- 2019 - Billy McNeill (79), Schots voetballer
- 2019 - Oiva Toikka (87), Fins glasontwerper
- 2020 - Bootsie Barnes (82), Amerikaans jazzsaxofonist
- 2020 - Shirley Knight (83), Amerikaans actrice
- 2022 - Guy Lafleur (70), Canadees ijshockeyer
- 2022 - Jan Rot (64), Nederlands zanger en tekstdichter
- 2022 - Theo Uittenbogaard (76), Nederlands programmamaker
- 2022 - Viktor Zvjahintsev (71), Oekraïens voetballer
- 2023 - Barry Humphries (89), Australisch acteur en komiek
- 2024 - Jan Daniels (97), Nederlands politicus
- 2024 - Michael Verhoeven (85), Duits filmregisseur en scenarioschrijver
- 2025 - Zoerab Tsereteli (91), Georgisch-Russische kunstenaar

## Viering/herdenking
- Pasen in 1590, 1601, 1612, 1685, 1696, 1753, 1764, 1810, 1821, 1832, 1962, 1973, 1984, 2057.
- Goede Vrijdag in 2011
- Dag van de Aarde
- Rooms-katholieke kalender:
  - Heilige Leonidas (van Alexandrië) († c. 202)
  - Heilige Soter († c. 175)
  - Heilige Gaius († 296)
  - Heilige Agapitus († 536)
  - Heilige Theodoor (van Sykeon) († 613)

## Weerextremen

### Nederland
| | Officiële records | Officiële records | Officiële records |      | Landelijke records | Landelijke records | Landelijke records                                                                   |
| Gebeurtenis | Jaar              | Extreem           | Locatie           | Jaar | Extreem            | Locatie            |                                                                                      |
| --- | ----------------- | ----------------- | ----------------- | ---- | ------------------ | ------------------ | ------------------------------------------------------------------------------------ |
| Laagste etmaalgemiddelde temperatuur (°C) | 1929              | 3,4               | De Bilt           |      | 1936               | 1,8                | Maastricht                                                                           |
| Hoogste etmaalgemiddelde temperatuur (°C) | 1996              | 19,1              | De Bilt           |      | 1996               | 20,4               | Twenthe                                                                              |
| Laagste minimumtemperatuur (°C) | 1929              | −3,8              | De Bilt           |      | 1929               | −4,7               | Eelde                                                                                |
| Hoogste minimumtemperatuur (°C) | 1996              | 11,3              | De Bilt           |      | 1996               | 14,7               | Twenthe                                                                              |
| Laagste maximumtemperatuur (°C) | 1924              | 6,5               | De Bilt           |      | 1936               | 3,3                | Maastricht                                                                           |
| Hoogste maximumtemperatuur (°C) | 2018              | 26,6              | De Bilt           |      | 1996               | 28,2               | Nieuw Beerta                                                                         |
| Hoogste uurgemiddelde windsnelheid (m/s) | 1952              | 13,9              | De Bilt           |      | 1939               | 21,1               | Vlissingen                                                                           |
| Hoogste windstoot (m/s) | 1952              | 22,1              | De Bilt           |      | 1977               | 24,7               | Cadzand                                                                              |
| Langste zonneschijnduur (uur) | 1953              | 13,3              | De Bilt           |      | 2005 2020 2022     | 13,5               | Hoogeveen, Volkel De Kooy, Hoorn Terschelling, Lauwersoog, Wilhelminadorp Lauwersoog |
| Langste neerslagduur (uur) | 1938              | 7,4               | De Bilt           |      | 1991               | 10,0               | Maastricht                                                                           |
| Hoogste etmaalsom van de neerslag (mm) | 1916              | 10,5              | De Bilt           |      | 2000               | 19,6               | Volkel                                                                               |
| Laagste etmaalgemiddelde relatieve vochtigheid (%) | 2020              | 41                | De Bilt           |      | 1996               | 35                 | Twenthe                                                                              |
| Laagste uurwaarde luchtdruk op zeeniveau (hPa) | 1969              | 985,0             | De Bilt           |      | 1969               | 983,5              | De Kooy                                                                              |
| Hoogste uurwaarde luchtdruk op zeeniveau (hPa) | 1919              | 1035,9            | De Bilt           |      | 1919               | 1036,6             | De Kooy                                                                              |
| Officiële records worden altijd gemeten op het KNMI-weerstation in De Bilt. Landelijke records kunnen worden gemeten op elk officieel KNMI-weerstation in Nederland. |                   |                   |                   |      |                    |                    |                                                                                      |

Uitzonderlijke gebeurtenissen
- 1909 - Eerste landelijke warme dag van het jaar gemeten in Maastricht (maximumtemperatuur ≥ 20 °C op een officieel weerstation)
- 1948 - Eerste landelijke zomerse dag van het jaar gemeten in Eelde (maximumtemperatuur ≥ 25 °C op een officieel weerstation)
- 1975 - Eerste officiële warme dag van het jaar (maximumtemperatuur ≥ 20 °C in De Bilt)
- 1975 - Eerste landelijke warme dag van het jaar gemeten in De Bilt, Deelen, Eindhoven, Gilze-Rijen, Rotterdam, Soesterberg en Volkel (maximumtemperatuur ≥ 20 °C op een officieel weerstation)
- 1998 - Eerste officiële warme dag van het jaar (maximumtemperatuur ≥ 20 °C in De Bilt)
- 2023 - Landelijk hoogste maximumtemperatuur in °C van april dit jaar gemeten in Twenthe: 21,6
- 2024 - Officieel laagste etmaalgemiddelde temperatuur in °C van april dit jaar gemeten in De Bilt: 5,5 (voorlopig). Samen met 23 april
- 2024 - Landelijk laagste etmaalgemiddelde temperatuur in °C van april dit jaar gemeten in Deelen, Eelde, Maastricht en Woensdrecht: 4,6 (voorlopig). Samen met 23 april

### België
Dagrecords
- 1884 - Laagste etmaalgemiddelde temperatuur 2,9 °C
- 1940 - Hoogste etmaalgemiddelde temperatuur 20 °C
- 1955 - Laagste minimumtemperatuur −1,5 °C
- 2011 - Hoogste maximumtemperatuur 25,9 °C
- 1969 - Hoogste etmaalsom van de neerslag 13,1 mm

Uitzonderlijke gebeurtenissen
- 1929 - Minimumtemperatuur tot −3,9 °C in Leopoldsburg en tot −6,1 °C op de Baraque Michel (Jalhay).
- 2011 - In Kleine Brogel in de provincie Limburg is het op deze dag de warmste plaats van Europa. De temperatuur loopt op tot 28,6 °C.[9]

<< · 1 · 2 · 3 · 4 · 5 · 6 · 7 · 8 · 9 · 10 · 11 · 12 · 13 · 14 · 15 · 16 · 17 · 18 · 19 · 20 · 21 · 22 · 23 · 24 · 25 · 26 · 27 · 28 · 29 · 30 · >>